# 假活血草
假活血草（学名：Scutellaria tuberifera）为唇形科黄芩属下的一个种。

## 扩展阅读
- 維基物種上的相關：假活血草